# 平均地權條例
《平均地權條例》是中華民國政府為推行平均地權政策，在民國43年8月26日發佈的條例，中間曾有多次修正。內容有關地價的規定及相關土地的課稅、收買及歸公等內容。

## 內容

### 禁止轉售預售屋書面契據（紅單）
依2023年7月1日實施的現行新法第47-3條第6項：「書面契據，買受人不得轉售與第三人。銷售預售屋或新建成屋者，不得同意或協助買受人將該書面契據轉售與第三人。」
現行新法第47-4條第1項、第2項：「預售屋或新建成屋買賣契約之買受人，於簽訂買賣契約後，不得讓與或轉售買賣契約與第三人，並不得自行或委託刊登讓與或轉售廣告。但配偶、直系血親或二親等內旁系血親間之讓與或轉售；或其他中央主管機關公告得讓與或轉售之情形並經直轄市、縣（市）主管機關核准者，不在此限。」「買受人依前項但書後段規定得讓與或轉售之戶（棟）數，全國每二年以一戶（棟）為限；其申請核准方式、應檢附文件、審核程序及其他相關事項之辦法，由中央主管機關定之。」